# Chiesa di San Donato in Valle
La chiesetta di San Donato si trova nel territorio comunale di Moimacco (UD).

## Storia

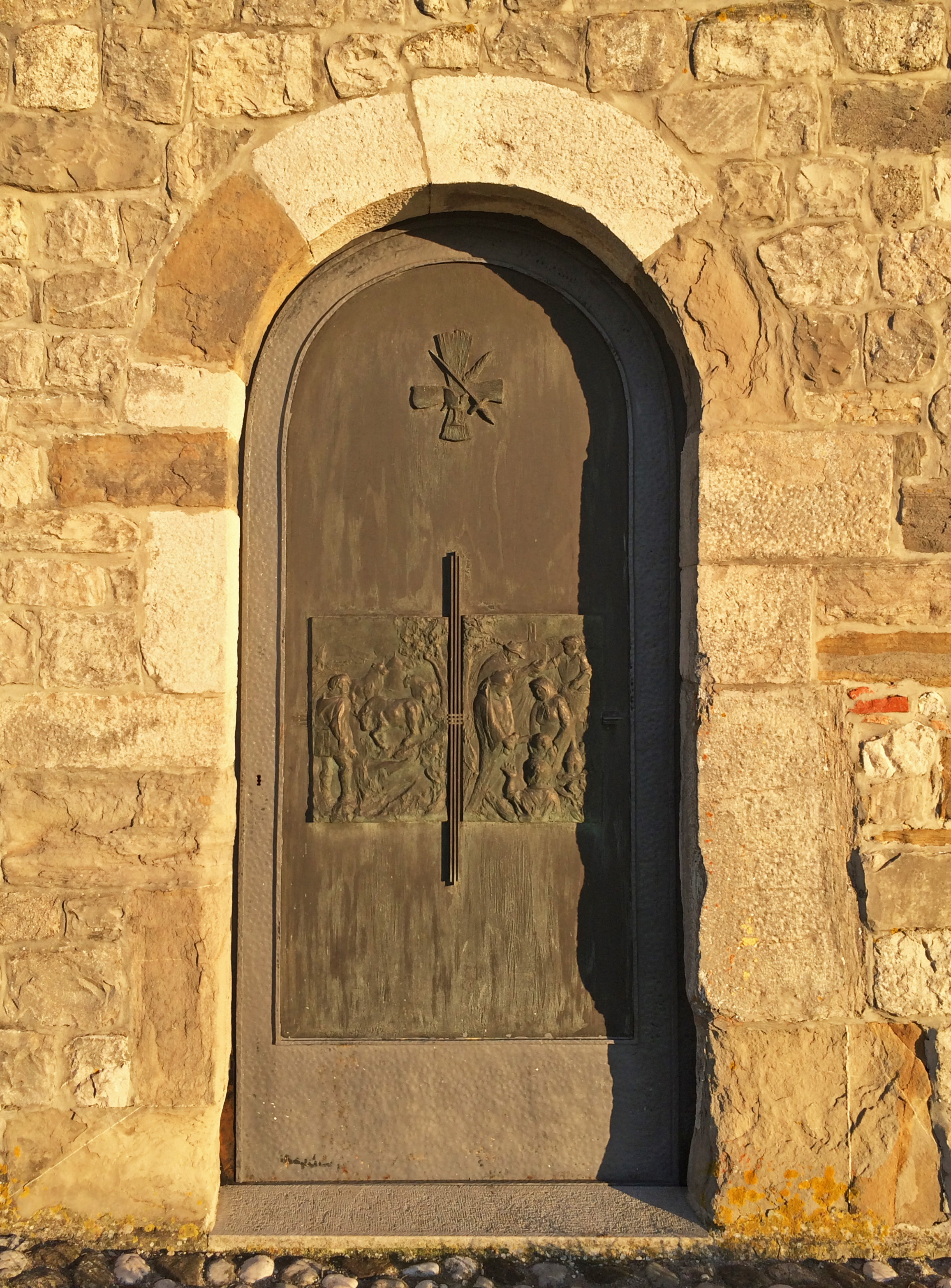
Portale della chiesa con formelle bronzee di Guido Tavagnacco, che rappresentano Storie di San Donato

Secondo lo storico cividalese Sturolo, in questo luogo venne ritrovata la testa di San Donato, martire del IV secolo e patrono di Cividale del Friuli. Sul luogo del ritrovamento fin dal XIII secolo vennero edificati un luogo di culto ed un romitorio, che in breve tempo divennero luogo di pellegrinaggio e rifugio durante incursioni nemiche. La presenza di eremiti nei pressi della chiesetta è documentata fino al XVI secolo.
L'aspetto attuale risale al Seicento, come si può leggere dalla data 1633, incisa sulla parete esterna dell'abside, sotto il cornicione. La chiesa fu consacrata da Eusebio Caimo, vescovo di Lubiana, nel 1635.

## Descrizione
La facciata ha un'alta monofora campanaria e il portale d'ingresso in bronzo ha formelle che raffigurano scene della vita di San Donato, opera di Guido Tavagnacco.
All'interno nell'arco absidale, durante i restauri, sono stati scoperti affreschi tardo-romanici che rappresentano Caino ed Abele. All'interno vi era conservata anche la pala di Francesco Chiarottini con Sacra Famiglia, Sant'Elena e due incappuciati della Confraternita dei Battuti, ora trasferita nella chiesa parrocchiale di Santa Maria Assunta di Moimacco.